# Katarzyna Golba
Katarzyna Golba (ur. 21 grudnia 1989) – polska lekkoatletka, chodziarka i biegaczka. reprezentantka Polski w chodzie sportowym i biegach górskich, rekordzistka polski juniorek w chodzie sportowym na 20km (2008). wicemistrzyni kraju w biegu anglosaskim (2019) , mistrzyni kraju w biegu alpejskim na krótkim dystansie (2018), wicemistrzyni kraju w chodzie na 20 kilometrów i na 5000m (2017), halowa mistrzyni Polski w chodzie sportowym na 3000 metrów (2017), młodzieżowa mistrzyni polski U23 w chodzie sportowym na 10km (2009) i 20km (2011) .5. zawodniczka Młodzieżowych Mistrzostw Europy (2011) w chodzie na 20 kilometrów,

## Rekordy życiowe
- Chód na 5 kilometrów – 22:00.35 (2015)
- Chód na 10 kilometrów – 44:58.49 (2015)
- Chód na 3 kilometry – 12:48.72 (2015)
- Chód na 20 kilometrów – 1:32:32 (2015)
- Półmaraton – 1:20:48 (2019)
- Maraton - 2;48:46 (2019)
- 600 m – 1:53.46 (2004) U16
- 10 km – 36:38 (2015)

hala
- Chód na 3 kilometry – 12:58.76 (2016)